# Roscoe Beck
Roscoe Beck (* 1954) je americký baskytarista, kontrabasista a hudební producent. Svou kariéru zahájil na počátku sedmdesátých let; později se stal členem skupiny Passenger a v roce 1979 začal spolupracovat s kanadským hudebníkem Leonardem Cohenem; nejprve hrál na jeho albu Recent Songs a později s ním odehrál také turné. S Cohenem později spolupracoval při mnoha příležitostech, mezi nimiž bylo například i turné v letech 2008 až 2010, kdy se Cohen vrátil po patnácti letech na koncertní pódia. V roce 2013 pak Cohena doprovázel při turné na podporu alba Old Ideas. Mimo své spolupráce s Cohenem byl také producentem různých alb (například Famous Blue Raincoat zpěvačky Jennifer Warnes) a spolupracoval i s dalšími hudebníky, mezi které patří například Robben Ford, Eric Johnson a Boz Scaggs.

## Sólová diskografie
- Walk On (2005)